# بابا إمتي
موراليدهار ديفيداس إمتي، المعروف باسم بابا إمتي، (26 ديسمبر 1914 - 9 فبراير 2008) كان عاملًا اجتماعيًا وناشطًا اجتماعيًا هنديًا معروفًا بشكل خاص بعمله لإعادة تأهيل وتمكين الأشخاص الذين يعانون من الجذام.